# 失われた地平線 (1973年の映画)
『失われた地平線』（うしなわれたちへいせん、原題: Lost Horizon）は、1973年に公開された、コロンビア ピクチャーズ製作によるアメリカ合衆国の映画である。原作はジェームズ・ヒルトンの小説『失われた地平線』。

## 略歴・概要
1937年の同題映画（邦題は『失はれた地平線』）のリメイク。大作ミュージカルとして作られたが興行、批評双方で大惨敗し、ハリウッド業界のミュージカルジャンルそのものを斜陽に向かわせた。
制作費は20億円とされ、シャングリラのオープン・セット（豪壮なラマ廟と広大な庭園）を作るのに３ヶ月が費やされた。庭には造花を使わず、本物の草花が使われている。60mの大滝のセットは200トンのセメントとプラスティックにより製作。『クレオパトラ』以来の大掛かりなセットと言われた。

## ストーリー
ストーリーやキャラクターは、ジェイムズ・ヒルトンの原作より、1937年版の映画『失はれた地平線』に近くなっている。

## スタッフ
- 監督：チャールズ・ジャロット
- 製作：ロス・ハンター
- 原作：ジェームズ・ヒルトン
- 脚本：ラリー・クレイマー
- 撮影：ロバート・サーティース
- 音楽：バート・バカラック
- 作詞：ハル・デヴィッド

## キャスト
- ピーター・フィンチ	　Richard Conmway
- リヴ・ウルマン	Catherine
- サリー・ケラーマン   Sally
- ジョージ・ケネディ	  Sam
- マイケル・ヨーク 	George
- オリヴィア・ハッセー  Maria
- ボビー・バン 	Harry Lovett
- ジェームズ・シゲタ 	Brother To-Lemm
- ジョン・ギールグッド  Chang
- シャルル・ボワイエ	  The High Lama